# Isole dell'Australia Occidentale (0-9 e A-C)
Questa è una lista di isole dell'Australia Occidentale.

## 0-9
| Nome          | Coordinate             | Note |
| ------------- | ---------------------- | ---- |
| 1 Island      | 28°54′34″S 113°52′55″E |      |
| 2 Island      | 28°54′34″S 113°52′42″E |      |
| 3 Island      | 28°54′24″S 113°52′16″E |      |
| 6 Mile Island | 33°38′23″S 123°57′57″E |      |
| 7 Island      | 28°54′22″S 113°51′21″E |      |
| 8 Island      | 28°53′56″S 113°51′36″E |      |

## A
| Nome                    | Coordinate             | Note |
| ----------------------- | ---------------------- | ---- |
| Abutilon Island         | 20°40′05″S 115°34′44″E |      |
| Acasta Island           | 14°10′26″S 125°40′18″E |      |
| Adele Island            | 15°31′25″S 123°09′16″E |      |
| Admiral Island          | 16°04′00″S 123°24′06″E |      |
| Adolphus Island         | 15°06′45″S 128°08′36″E |      |
| Advance Island          | 16°09′19″S 123°55′46″E |      |
| Ah Chong Island         | 20°31′30″S 115°32′30″E |      |
| Airlie Island           | 21°19′26″S 115°09′55″E |      |
| Akerstrom Island        | 28°28′30″S 113°41′51″E |      |
| Albert Islands          | 14°31′07″S 124°55′30″E |      |
| Alcatraz Island         | 28°27′43″S 113°43′18″E |      |
| Alexander Island        | 33°18′44″S 115°42′03″E |      |
| Alexander Island        | 18°23′56″S 125°21′57″E |      |
| Alexander Island        | 28°40′26″S 113°49′44″E |      |
| Allora Island           | 16°24′57″S 123°09′18″E |      |
| Alma Islands            | 23°56′51″S 115°47′27″E |      |
| Alpha Island            | 20°24′39″S 115°31′15″E |      |
| Amethyst Island         | 16°18′34″S 128°38′48″E |      |
| Anderdon Islands        | 14°55′55″S 125°10′23″E |      |
| Angel Island            | 20°29′15″S 116°48′28″E |      |
| Angle Island            | 21°04′48″S 115°49′30″E |      |
| Anglesea Island         | 33°19′35″S 115°39′12″E |      |
| Ant Island              | 26°09′47″S 113°26′32″E |      |
| Anvil Island            | 33°44′17″S 124°05′39″E |      |
| Apex Island             | 16°23′52″S 123°03′17″E |      |
| Arbidej Island          | 16°12′04″S 123°32′32″E |      |
| Archdeacon Island       | 34°07′16″S 123°03′57″E |      |
| Arid Island             | 34°01′27″S 123°09′31″E |      |
| Arthur Island           | 28°53′55″S 114°00′12″E |      |
| Ashburton Island        | 21°35′33″S 114°56′02″E |      |
| Asshlyn Islands         | 16°07′58″S 123°17′19″E |      |
| Aster Island            | 20°25′52″S 115°34′38″E |      |
| Atrina Island           | 15°13′54″S 124°29′35″E |      |
| Attack Island           | 15°48′34″S 124°42′29″E |      |
| Atys Island             | 15°14′15″S 124°31′02″E |      |
| Augereau Island         | 14°45′22″S 125°07′43″E |      |
| Augustus Island         | 15°20′38″S 124°32′12″E |      |
| Augustus Springs Island | 24°16′55″S 116°52′35″E |      |
| Aunt Island             | 14°22′25″S 127°50′22″E |      |
| Auriferous Island       | 29°07′05″S 119°38′08″E |      |
| Aveling Island          | 16°20′34″S 123°36′46″E |      |
| Avocet Island           | 32°36′27″S 115°38′46″E |      |

## B
| Nome                  | Coordinate             | Note                                  |
| --------------------- | ---------------------- | ------------------------------------- |
| Babbage Island        | 24°52′39″S 113°37′57″E | Dal nome di Charles Babbage           |
| Bailey Island         | 26°54′29″S 118°19′44″E |                                       |
| Bald Island           | 34°56′36″S 116°29′00″E |                                       |
| Bald Island           | 34°55′05″S 118°27′44″E |                                       |
| Ballee Island         | 32°34′59″S 115°46′08″E |                                       |
| Bar Island            | 33°18′07″S 115°41′17″E |                                       |
| Barbecue Island       | 16°08′53″S 128°42′01″E |                                       |
| Barely Island         | 33°57′07″S 122°30′06″E |                                       |
| Barnes Island         | 15°11′38″S 128°10′16″E |                                       |
| Barnicoat Island      | 16°27′39″S 123°25′50″E |                                       |
| Barrier Island        | 33°58′48″S 123°08′13″E |                                       |
| Barrow Island         | 20°47′56″S 115°24′17″E |                                       |
| Basile Island         | 28°52′33″S 113°57′38″E |                                       |
| Bat Island            | 15°06′22″S 124°54′25″E |                                       |
| Bathurst Island       | 16°02′41″S 123°31′57″E |                                       |
| Baudin Island         | 14°07′44″S 125°36′12″E |                                       |
| Baudin Island         | 26°30′54″S 113°38′55″E |                                       |
| Bayliss Islands       | 16°12′59″S 123°29′29″E |                                       |
| Beacon Island         | 28°28′35″S 113°47′02″E |                                       |
| Beagle Islands        | 29°48′30″S 114°52′31″E |                                       |
| Beaumont Island       | 34°05′27″S 122°32′20″E |                                       |
| Bedford Islands       | 16°09′29″S 123°20′11″E |                                       |
| Bedout Island         | 19°35′20″S 119°05′49″E |                                       |
| Bedwell Island        | 17°18′59″S 119°20′29″E |                                       |
| Beelu Island          | 24°56′40″S 115°53′39″E |                                       |
| Bellinger Island      | 33°53′16″S 123°38′15″E |                                       |
| Ben Island            | 33°54′00″S 122°45′13″E |                                       |
| Bend Island           | 25°03′47″S 115°26′29″E |                                       |
| Bernier Island        | 24°50′57″S 113°08′14″E |                                       |
| Bernouilli Island     | 15°01′33″S 124°46′38″E |                                       |
| Berthier Island       | 14°30′32″S 124°59′24″E |                                       |
| Berthoud Island       | 14°16′51″S 125°50′17″E |                                       |
| Bessieres Island      | 21°31′33″S 114°45′40″E |                                       |
| Bezout Island         | 20°33′13″S 117°10′29″E |                                       |
| Big Island            | 24°07′39″S 115°31′14″E |                                       |
| Bigge Island          | 14°35′20″S 125°09′11″E |                                       |
| Bignell Island        | 14°29′41″S 125°55′35″E |                                       |
| Bird Island           | 14°05′07″S 125°42′41″E |                                       |
| Bird Island           | 14°00′54″S 126°34′01″E |                                       |
| Bird Island           | 32°16′42″S 115°41′17″E |                                       |
| Bishop Island         | 14°24′26″S 125°20′19″E |                                       |
| Black Island          | 33°55′12″S 121°59′31″E |                                       |
| Bluebell Island       | 20°23′54″S 115°31′08″E |                                       |
| Bonaparte Archipelago | 14°31′07″S 124°55′30″E |                                       |
| Bonaparte Island      | 14°51′21″S 124°46′02″E |                                       |
| Boodalan Island       | 32°35′37″S 115°44′53″E |                                       |
| Boodie Island         | 20°57′46″S 115°19′33″E |                                       |
| Boomerang Island      | 20°44′10″S 115°28′45″E |                                       |
| Boongaree Island      | 15°05′14″S 125°11′56″E |                                       |
| Boora Island          | 24°45′25″S 114°11′45″E |                                       |
| Borda Island          | 14°14′12″S 126°01′14″E |                                       |
| Boullanger Island     | 30°19′09″S 114°59′55″E | Dal nome di Charles-Pierre Boullanger |
| Boundary Island       | 32°34′15″S 115°42′38″E |                                       |
| Boxer Island          | 34°00′03″S 121°40′35″E |                                       |
| Branch Island         | 14°25′59″S 125°17′06″E |                                       |
| Breaksea Island       | 35°03′50″S 118°03′09″E |                                       |
| Brewis Island         | 34°04′22″S 123°04′08″E |                                       |
| Bridled Island        | 20°38′23″S 115°33′22″E |                                       |
| Brigadier Island      | 20°26′41″S 116°36′55″E |                                       |
| Brooke Island         | 20°26′06″S 115°30′05″E |                                       |
| Broughton Island      | 33°58′53″S 122°25′58″E |                                       |
| Brown Island          | 21°53′11″S 114°33′32″E |                                       |
| Browne Island         | 15°08′04″S 124°30′09″E |                                       |
| Browse Island         | 14°06′35″S 123°32′53″E |                                       |
| Bruen Island          | 16°04′00″S 123°22′45″E |                                       |
| Brunswick Island      | 32°45′01″S 115°42′13″E |                                       |
| Buccaneer Archipelago | 16°05′57″S 123°25′47″E |                                       |
| Buffon Island         | 14°55′04″S 124°44′17″E |                                       |
| Bullanyin Island      | 16°13′33″S 128°43′21″E |                                       |
| Buller Island         | 30°39′26″S 115°06′47″E |                                       |
| Bumpus Island         | 15°30′27″S 124°24′08″E |                                       |
| Burnett Island        | 28°52′22″S 113°57′47″E |                                       |
| Burnside Island       | 22°06′21″S 114°30′31″E |                                       |
| Burton Island         | 28°51′59″S 113°59′06″E |                                       |
| Bushby Island         | 28°43′25″S 113°47′07″E |                                       |
| Buttercup Island      | 20°29′10″S 115°32′02″E |                                       |
| Button Island         | 33°54′13″S 121°53′20″E |                                       |
| Byam Martin Island    | 15°22′52″S 124°21′19″E |                                       |
| Bynoe Island          | 28°39′54″S 113°52′31″E |                                       |
| Byron Island          | 16°09′45″S 123°26′55″E |                                       |

## C
| Nome                    | Coordinate             | Note |
| ----------------------- | ---------------------- | ---- |
| Caesar Island           | 16°03′54″S 123°55′54″E |      |
| Caffarelli Island       | 16°02′26″S 123°17′22″E |      |
| Camp Island             | 24°41′46″S 115°19′05″E |      |
| Campbell Island         | 20°25′45″S 115°32′35″E |      |
| Campbell Island         | 28°41′44″S 113°50′05″E |      |
| Campbell-Taylor Group   | 33°58′14″S 122°53′58″E |      |
| Canard Island           | 33°59′36″S 122°01′15″E |      |
| Canning Island          | 33°55′05″S 121°46′20″E |      |
| Cap Island              | 33°58′39″S 122°56′11″E |      |
| Capps Island            | 33°59′19″S 121°40′50″E |      |
| Capstan Island          | 14°35′00″S 125°16′08″E |      |
| Careening Island        | 15°30′03″S 124°35′46″E |      |
| Carey Island            | 20°57′04″S 116°10′28″E |      |
| Carlia Island           | 14°22′19″S 125°59′06″E |      |
| Carnac Island           | 32°07′30″S 115°39′46″E |      |
| Carnation Island        | 20°22′45″S 115°31′19″E |      |
| Carronade Island        | 13°56′42″S 126°36′09″E |      |
| Cassini Island          | 13°56′50″S 125°37′41″E |      |
| Casuarina Isles         | 35°03′24″S 116°41′43″E |      |
| Caswell Island          | 14°28′12″S 125°11′54″E |      |
| Cave Island             | 33°58′44″S 122°49′06″E |      |
| Cecelia Islands         | 5°03′55″S 123°58′26″E  |      |
| Cecilia Islands         | 16°19′59″S 123°33′47″E |      |
| Cervantes Islands       | 30°31′25″S 115°02′40″E |      |
| Chambers Island         | 16°16′14″S 123°31′59″E |      |
| Champagny Island        | 15°18′01″S 124°15′59″E |      |
| Champagny Islands       | 15°19′20″S 124°13′12″E |      |
| Championet Island       | 14°30′09″S 125°06′13″E |      |
| Channel Island          | 32°33′52″S 115°43′05″E |      |
| Channel Islands         | 20°39′28″S 116°41′39″E |      |
| Charley Island          | 33°55′23″S 121°52′31″E |      |
| Charlie Island          | 26°22′03″S 113°34′07″E |      |
| Chatham Island          | 35°01′47″S 116°29′43″E |      |
| Cheriton Island         | 16°30′21″S 123°24′43″E |      |
| Cherry Island           | 32°11′32″S 121°44′06″E |      |
| Cheyne Island           | 34°36′18″S 118°45′00″E |      |
| Chinyin Island          | 16°07′26″S 128°45′03″E |      |
| Christmas Island        | 10°29′01″S 105°37′16″E |      |
| Claret Islands          | 15°41′39″S 124°22′50″E |      |
| Clark Island            | 34°56′38″S 116°29′37″E |      |
| Clarke Islands          | 16°23′39″S 123°18′46″E |      |
| Cleft Island            | 16°02′16″S 123°21′01″E |      |
| Cleghorn Island         | 14°22′01″S 125°24′11″E |      |
| Clerk Island            | 14°23′46″S 125°19′05″E |      |
| Cliff Island            | 34°01′06″S 122°05′10″E |      |
| Cloud Island            | 34°02′42″S 122°05′15″E |      |
| Cockatoo Island         | 16°05′55″S 123°37′00″E |      |
| Cocos (Keeling) Islands | 12°10′01″S 96°49′18″E  |      |
| Coffin Island           | 35°00′07″S 118°12′46″E |      |
| Cohen Island            | 20°23′14″S 116°48′15″E |      |
| Colbert Island          | 14°52′05″S 124°43′02″E |      |
| Combe Hill Island       | 14°30′11″S 125°20′19″E |      |
| Combe Island            | 14°26′20″S 125°01′49″E |      |
| Commerson Island        | 15°09′12″S 124°39′31″E |      |
| Condillac Island        | 14°06′22″S 125°33′21″E |      |
| Conilurus Island        | 16°09′21″S 123°35′03″E |      |
| Conway Island           | 15°52′05″S 123°40′16″E |      |
| Conzinc Island          | 20°32′27″S 116°46′32″E |      |
| Cooleenup Island        | 32°34′37″S 115°46′16″E |      |
| Cooper Island           | 34°13′57″S 123°36′18″E |      |
| Coorothoo Island        | 24°17′54″S 115°32′28″E |      |
| Corbett Island          | 34°07′07″S 121°58′33″E |      |
| Cormorant Island        | 20°45′14″S 115°29′21″E |      |
| Corneille Island        | 14°11′07″S 125°43′57″E |      |
| Cornwall Island         | 34°00′17″S 122°32′18″E |      |
| Coronation Island       | 28°52′14″S 113°59′07″E |      |
| Coronation Island       | 14°58′46″S 124°55′28″E |      |
| Coronation Islands      | 14°58′13″S 124°55′28″E |      |
| Corvisart Island        | 14°31′59″S 125°00′38″E |      |
| Cotton Island           | 14°54′25″S 124°43′25″E |      |
| Cowle Island            | 21°13′50″S 115°46′38″E |      |
| Crabbe Island           | 15°58′32″S 123°41′25″E |      |
| Crake Island            | 28°44′31″S 113°48′57″E |      |
| Cranny Island           | 33°43′50″S 124°04′39″E |      |
| Creak Island            | 33°56′52″S 122°42′53″E |      |
| Creery Island           | 32°33′53″S 115°43′24″E |      |
| Crocus Island           | 20°25′22″S 115°31′25″E |      |
| Crusoe Island           | 34°59′13″S 117°25′37″E |      |
| Cull Island             | 33°55′22″S 121°54′07″E |      |
| Cunningham Island       | 17°34′59″S 118°55′59″E |      |
| Cuppup Island           | 35°00′01″S 117°28′23″E |      |
| Cussen Island           | 16°23′44″S 123°28′01″E |      |
| Cymo Island             | 15°15′10″S 124°25′24″E |      |